# Orlik (roślina)

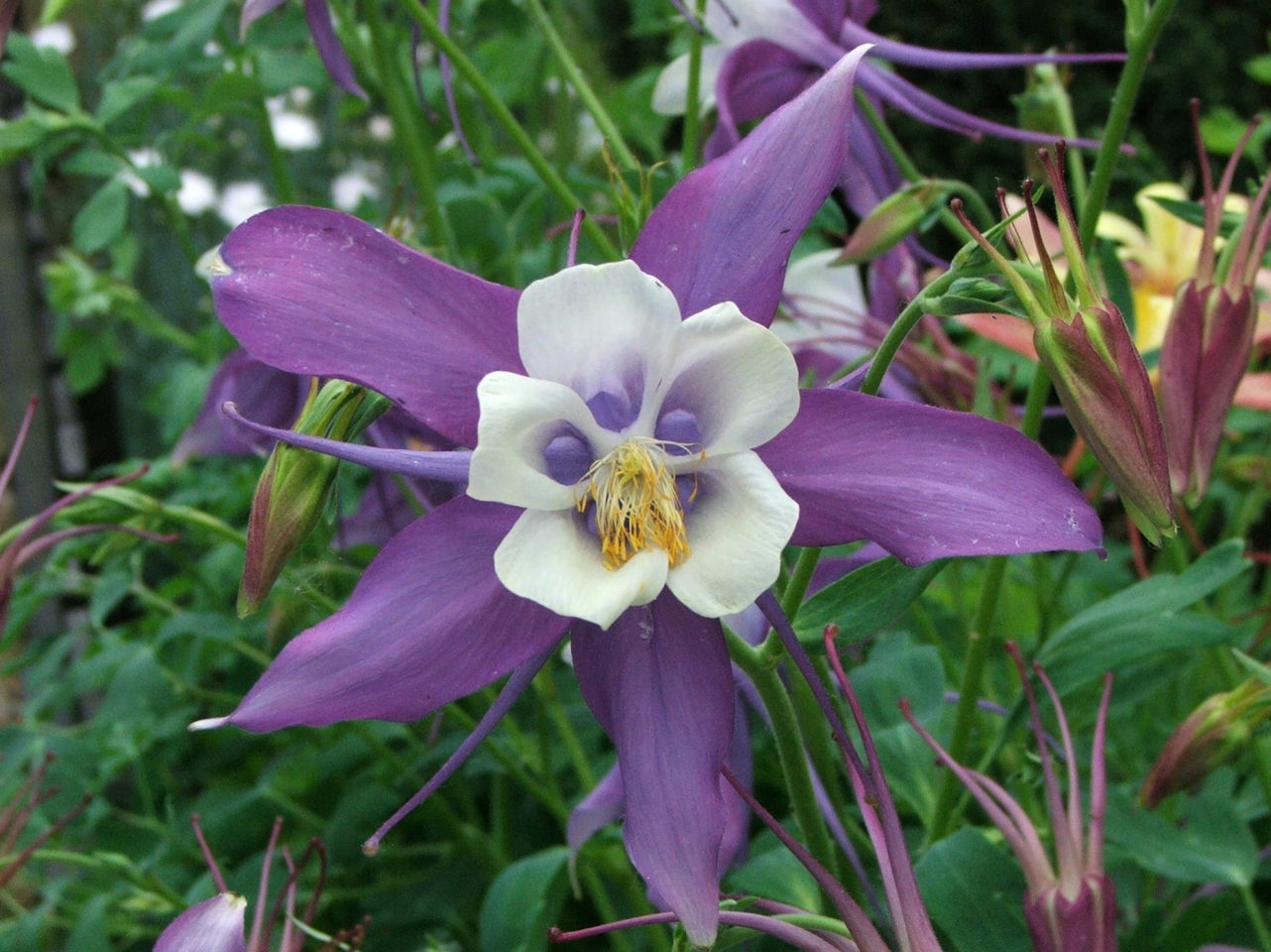
Kwiat orlika mieszańcowego

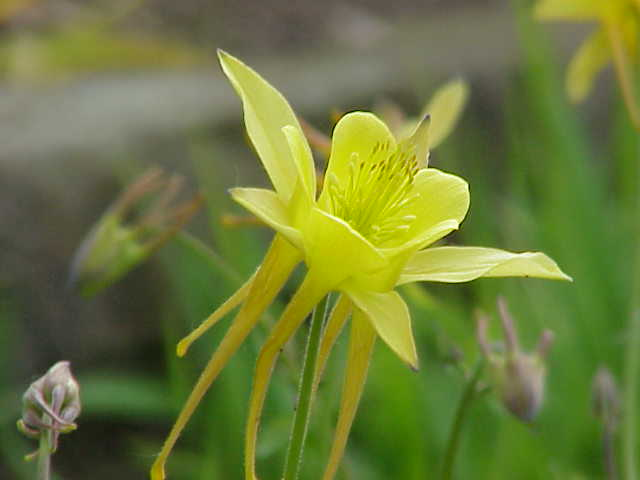
Aquilegia chrysantha

Orlik (Aquilegia L.) – rodzaj roślin zielnych z rodziny jaskrowatych. Obejmuje ok. 130 gatunków. Występują one w strefie klimatu umiarkowanego na półkuli północnej, przeważnie na obszarach górskich. Sześć z nich występuje w Alpach. Gatunkiem typowym jest orlik pospolity (Aquilegia vulgaris L.) – zarazem jedyny rodzimy przedstawiciel tego rodzaju we florze polskiej. 
Wiele gatunków oraz ich mieszańców i odmian uprawnych jest uprawianych jako ogrodowe rośliny ozdobne.

## Morfologia
PokrójByliny o licznych, wzniesionych łodygach wyrastających z cienkiego, ale drewniejącego kłącza. W górze owłosiona gruczołowatymi włoskami.
LiścieOdziomkowe na długich ogonkach, pojedynczo lub potrójnie trójlistkowe, poszczególne listki wcinane, zwykle głęboko. Liście łodygowe podobne, zwykle mniejsze.
KwiatyRzadko pojedyncze, zwykle skupione po kilka w baldachokształtny, szczytowy kwiatostan. Przysadka liściokształtna. Kwiaty grzbieciste, obupłciowe, duże i zwisające. Działki kielicha w liczbie 5, płasko rozpostarte, białe do niebieskich, czasem żółte lub czerwone o długości od 7 do 51 mm. Szybko odpadają. Płatki korony, także w liczbie 5 i barwne, wzniesione lub wznoszące się, zwykle mniejsze od działek okółka zewnętrznego, posiadają rurkowatą ostrogę skierowaną do tyłu i wystającą spomiędzy działek. Pręciki liczne z cienkimi, jednożyłkowymi nitkami. Między pręcikami i słupkowiem znajduje się około 7 błoniastych, łuskowatych prątniczków. Słupek zwykle pięciokrotny, słabo owłosiony, w połowie tak długi jak zalążnia z licznymi komorami.
OwoceMieszki wąskocylindryczne, wyraźnie żyłkowane i zakończone trwałym słupkiem (długimi dzióbkami). Nasiona liczne, czarne, wąsko owalne, gładkie.

## Systematyka
Pozycja według APweb (aktualizowany system APG IV z 2016)
Rodzaj z podrodziny Thalictroideae Raf., rodziny jaskrowatych (Ranunculaceae) z rzędu jaskrowców (Ranunculales), należących do kladu dwuliściennych właściwych (eudicots). W obrębie podrodziny tworzy klad wspólnie z rodzajami Semiaquilegia i Urophysa.
Pozycja w systemie Reveala (1993-1999)
Gromada: okrytonasienne (Magnoliophyta Cronquist), podgromada Magnoliophytina Frohne & U. Jensen ex Reveal, klasa Ranunculopsida Brongn., podklasa jaskrowe (Ranunculidae Takht. ex Reveal), nadrząd Ranunculanae Takht. ex Reveal), rząd jaskrowce (Ranunculales Dumort.), podrząd Ranunculineae Bessey in C.K. Adams, rodzina jaskrowate (Ranunculaceae Juss.), plemię Aquilegieae, rodzaj orlik (Aquilegia L.).
Wykaz gatunków

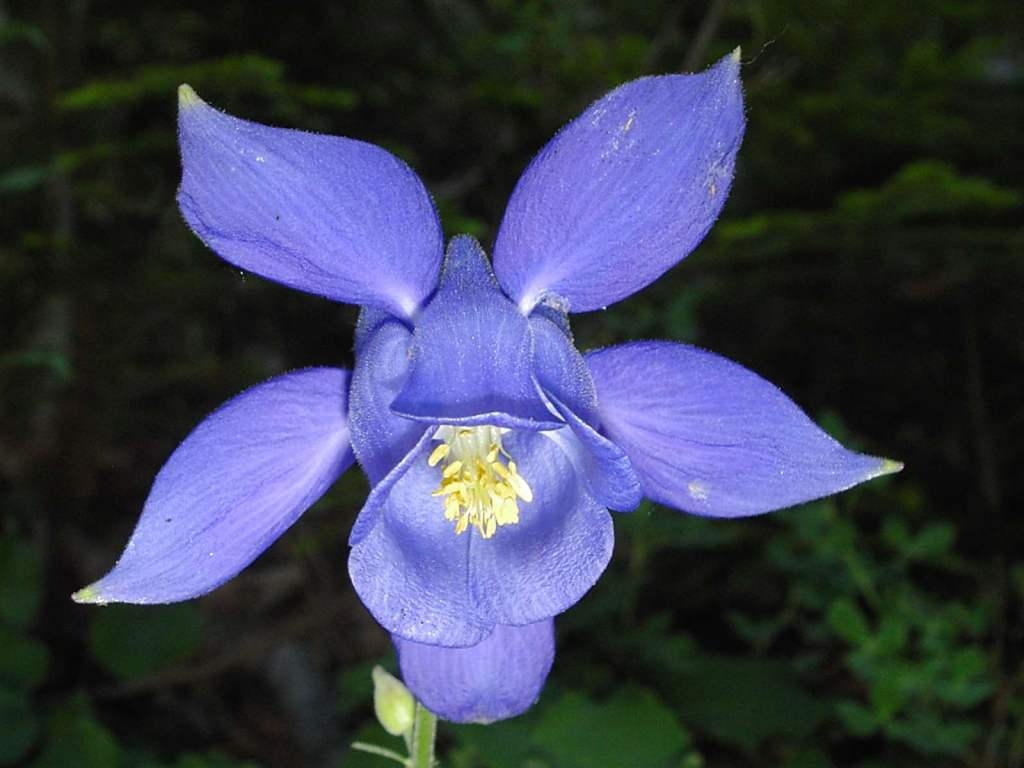
Aquilegia bertolonii

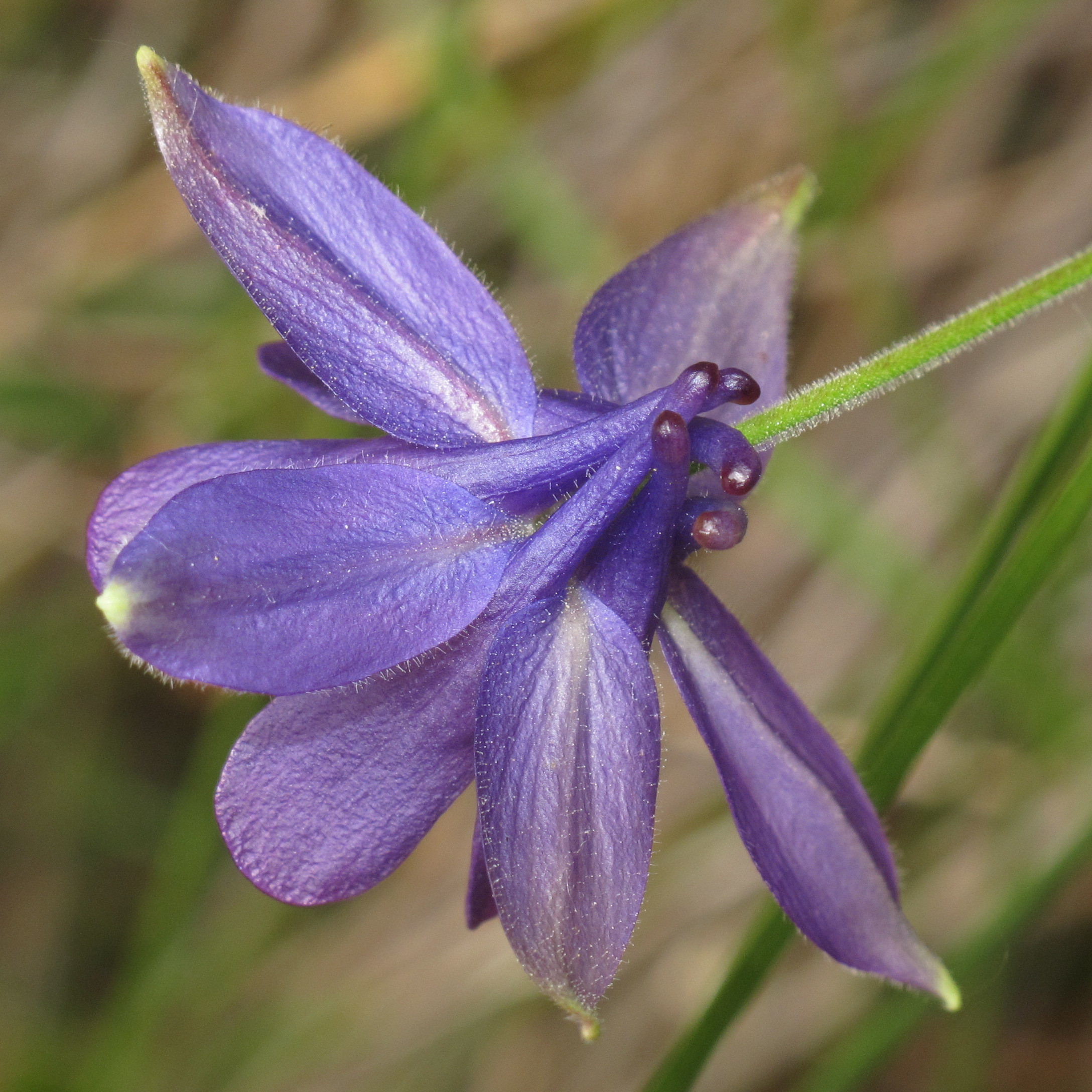
orlik Einsela (Aquilegia einseleana)

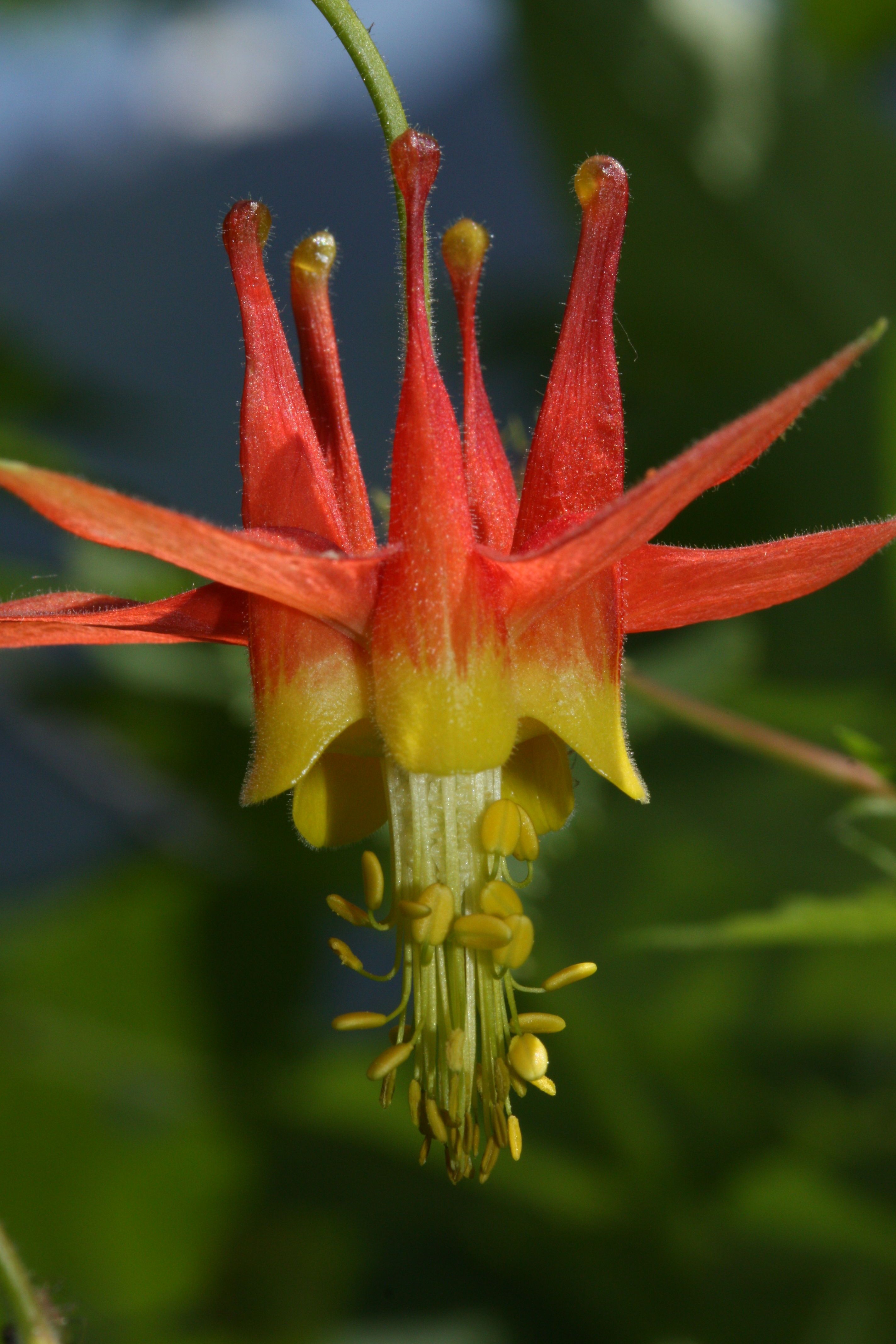
orlik wspaniały (Aquilegia formosa)

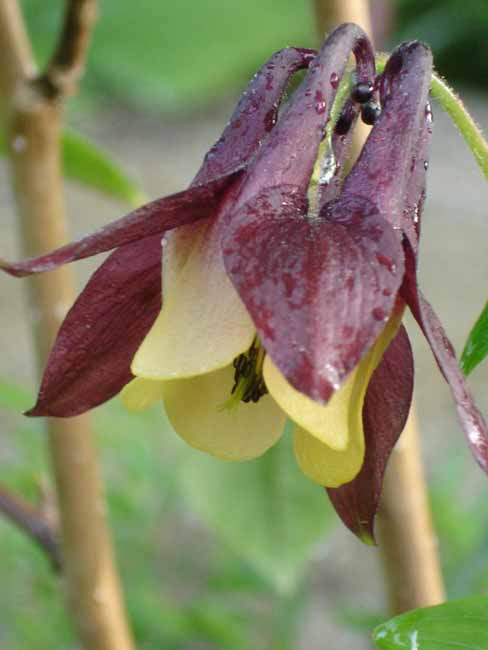
Aquilegia oxysepala

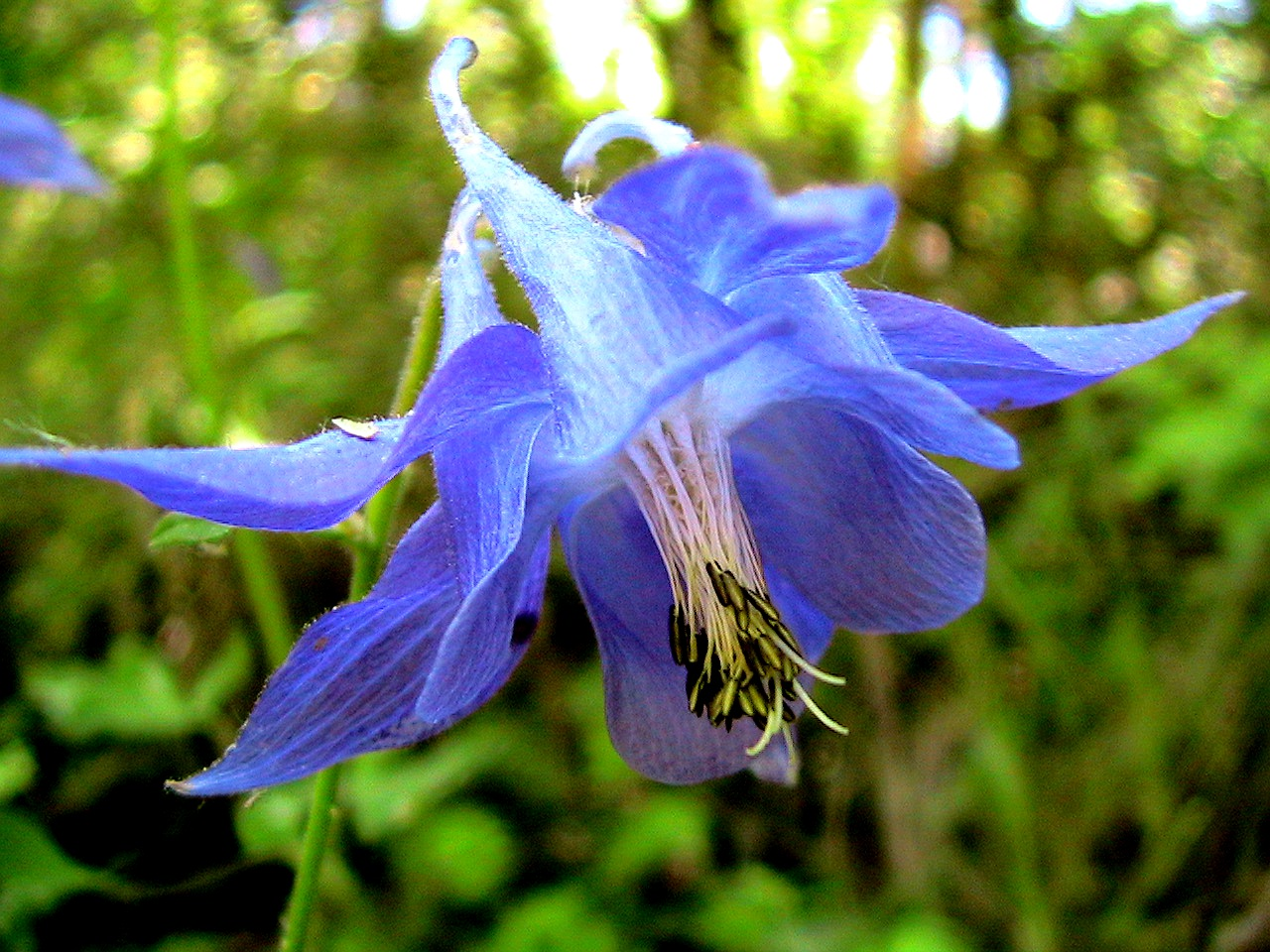
orlik pospolity (Aquilegia vulgaris)

- Aquilegia alpina L. – orlik alpejski
- Aquilegia amaliae Heldr. ex Boiss.
- Aquilegia apuana (Marchetti) E.Nardi
- Aquilegia aradanica Shaulo & Erst
- Aquilegia aragonensis Willk.
- Aquilegia atrata W.D.J.Koch – orlik ciemny
- Aquilegia atrovinosa Popov ex Gamajun. – orlik purpurowy
- Aquilegia atwoodii S.L.Welsh
- Aquilegia aurea Janka – orlik żółty
- Aquilegia ballii (Litard. & Maire) E.Nardi
- Aquilegia baluchistanica Qureshi & Chaudhri
- Aquilegia barbaricina Arrigoni & E.Nardi
- Aquilegia barnebyi Munz
- Aquilegia barykinae Erst, Karakulov & Luferov
- Aquilegia bashahrica Erst
- Aquilegia bernardii Gren. & Godr.
- Aquilegia bertolonii Schott
- Aquilegia blecicii A.Podob.
- Aquilegia borodinii Schischk.
- Aquilegia brevistyla Hook.
- Aquilegia buergeriana Siebold & Zucc.
- Aquilegia canadensis L. – orlik kanadyjski
- Aquilegia cazorlensis Heywood
- Aquilegia champagnatii Moraldo, Nardi & la Valva
- Aquilegia chaplinei Standl. ex Payson
- Aquilegia chitralensis Qureshi & Chaudhri
- Aquilegia chrysantha A.Gray – orlik złocisty
- Aquilegia coerulea E.James – orlik błękitny
- Aquilegia colchica Kem.-Nath.
- Aquilegia confusa Rota
- Aquilegia cossoniana (Maire & Sennen) E.Nardi
- Aquilegia × cottia Beyer
- Aquilegia cremnophila Bacch., Brullo, Congiu, Fenu, J.L.Garrido & Mattana
- Aquilegia cymosa Qureshi & Chaudhri
- Aquilegia daingolica Erst & Shaulo
- Aquilegia desertorum (M.E.Jones) Cockerell ex A.Heller
- Aquilegia desolaticola S.L.Welsh & N.D.Atwood
- Aquilegia dichroa Freyn – orlik dwubarwny
- Aquilegia dinarica Beck
- Aquilegia discolor Levier & Leresche – orlik różnobarwny
- Aquilegia dumeticola Jord.
- Aquilegia ecalcarata Maxim.
- Aquilegia einseleana F.W.Schultz – orlik Einsela
- Aquilegia elegantula Greene
- Aquilegia × emodi Erst
- Aquilegia eximia Van Houtte ex Planch.
- Aquilegia flabellata Siebold & Zucc. – orlik wachlarzowaty
- Aquilegia flavescens S.Watson
- Aquilegia formosa Fisch. ex DC. – orlik wspaniały
- Aquilegia fosteri (S.L.Welsh) S.L.Welsh
- Aquilegia fragrans Benth.
- Aquilegia ganboldii Kamelin & Gubanov
- Aquilegia gegica Jabr.-Kolak.
- Aquilegia glandulosa Fisch. ex Link.
- Aquilegia gracillima Rech.f.
- Aquilegia grata Maly ex Zimmeter
- Aquilegia grubovii Erst, Luferov, Wei Wang & K.l.Xiang
- Aquilegia guarensis Losa
- Aquilegia hebeica Erst
- Aquilegia hinckleyana Munz
- Aquilegia hirsutissima Timb.-Lagr. ex Gariod
- Aquilegia hispanica (Willk.) Borbás
- Aquilegia holmgrenii S.L.Welsh & N.D.Atwood
- Aquilegia incurvata P.K.Hsiao
- Aquilegia iulia E.Nardi
- Aquilegia japonica Nakai & H.Hara
- Aquilegia jonesii Parry
- Aquilegia kamelinii Erst, Shaulo & Shmakov
- Aquilegia kanawarensis Jacquem. ex Cambess.
- Aquilegia kansuensis (Brühl) Erst
- Aquilegia karatavica Mikeschin
- Aquilegia karelinii (Baker) O.Fedtsch. & B.Fedtsch. – orlik Karelina
- Aquilegia kitaibelii Schott
- Aquilegia kozakii Masam.
- Aquilegia kubanica I.M.Vassiljeva
- Aquilegia lactiflora Kar. & Kir.
- Aquilegia laramiensis A.Nelson
- Aquilegia litardierei Briq.
- Aquilegia longissima A.Gray ex S.Watson – orlik długokielichowy
- Aquilegia lucensis E.Nardi
- Aquilegia magellensis F.Conti & Soldano
- Aquilegia maimanica Rech.f.
- Aquilegia marcelliana E.Nardi
- Aquilegia × maruyamana Kitam.
- Aquilegia meridionalis (Quézel & Contandr.) E.Nardi
- Aquilegia micrantha Eastw.
- Aquilegia microcentra Rech.f.
- Aquilegia montsicciana Font Quer
- Aquilegia moorcroftiana Wall. ex Royle
- Aquilegia nevadensis Boiss. & Reut.
- Aquilegia nigricans Baumg.
- Aquilegia nikolicii Niketic & Cikovak
- Aquilegia nivalis (Falc. ex Brühl) J.R.Drumm. & Hutch.
- Aquilegia nugorensis Arrigoni & E.Nardi
- Aquilegia nuragica Arrigoni & E.Nardi
- Aquilegia ochotensis Vorosch.
- Aquilegia × oenipontana A.Kern. ex Riedl
- Aquilegia olympica Boiss.
- Aquilegia ophiolithica Barberis & E.Nardi
- Aquilegia ottonis Orph. ex Boiss.
- Aquilegia oxysepala Trautv. & C.A.Mey. – orlik ostrodziałkowy
- Aquilegia pancicii Degen
- Aquilegia parviflora Ledeb.
- Aquilegia paui Font Quer
- Aquilegia pubescens Coville
- Aquilegia pubiflora Wall. ex Royle
- Aquilegia pyrenaica DC. – orlik pirenejski
- Aquilegia reuteri Boiss.
- Aquilegia rockii Munz
- Aquilegia saxifraga Casim.-Sor.Solanas & Cabezudo
- Aquilegia saximontana Rydb. – orlik skalny
- Aquilegia scopulorum Tidestr. – orlik miotlasty
- Aquilegia shockleyi Eastw.
- Aquilegia sibirica Lam. – orlik syberyjski
- Aquilegia sicula (Strobl) E.Nardi
- Aquilegia skinneri Hook.
- Aquilegia sternbergii Rchb.
- Aquilegia subscaposa Borbás
- Aquilegia synakensis Shaulo & Erst
- Aquilegia taygetea Orph.
- Aquilegia tianschanica Butkov
- Aquilegia transsilvanica Schur
- Aquilegia turczaninowii Kamelin & Gubanov
- Aquilegia tuvinica I.M.Vassiljeva
- Aquilegia ullepitschii Pax
- Aquilegia vicaria Nevski
- Aquilegia viridiflora Pall. – orlik zielonawy
- Aquilegia viscosa Gouan
- Aquilegia vitalii Gamajun.
- Aquilegia vulgaris L. – orlik pospolity
- Aquilegia wittmanniana Steven ex Fisch., C.A.Mey. & Avé-Lall. – orlik kaukaski
- Aquilegia xinjiangensis Erst
- Aquilegia yabeana Kitag.
- Aquilegia yangii Y.Luo & Lu Li
- Aquilegia zapateri Pau